# Gens Horatia
Die gens Horatia, deutsch auch Horatier, waren ein patrizisches römisches Geschlecht (gens) mit dem Gentilnamen Horatius (weibliche Form Horatia). Sie waren nach der römischen Legende eine der ältesten Familien des Römischen Reichs, die jedoch bereits im 5. Jahrhundert v. Chr. ausstarb. Die Ereignisse, die mit der Familie in Verbindung gebracht werden, sind daher wohl als legendär anzusehen.
In späterer Zeit gab es Träger des Namens Horatius, die nicht von der patrizischen Familie abstammten.

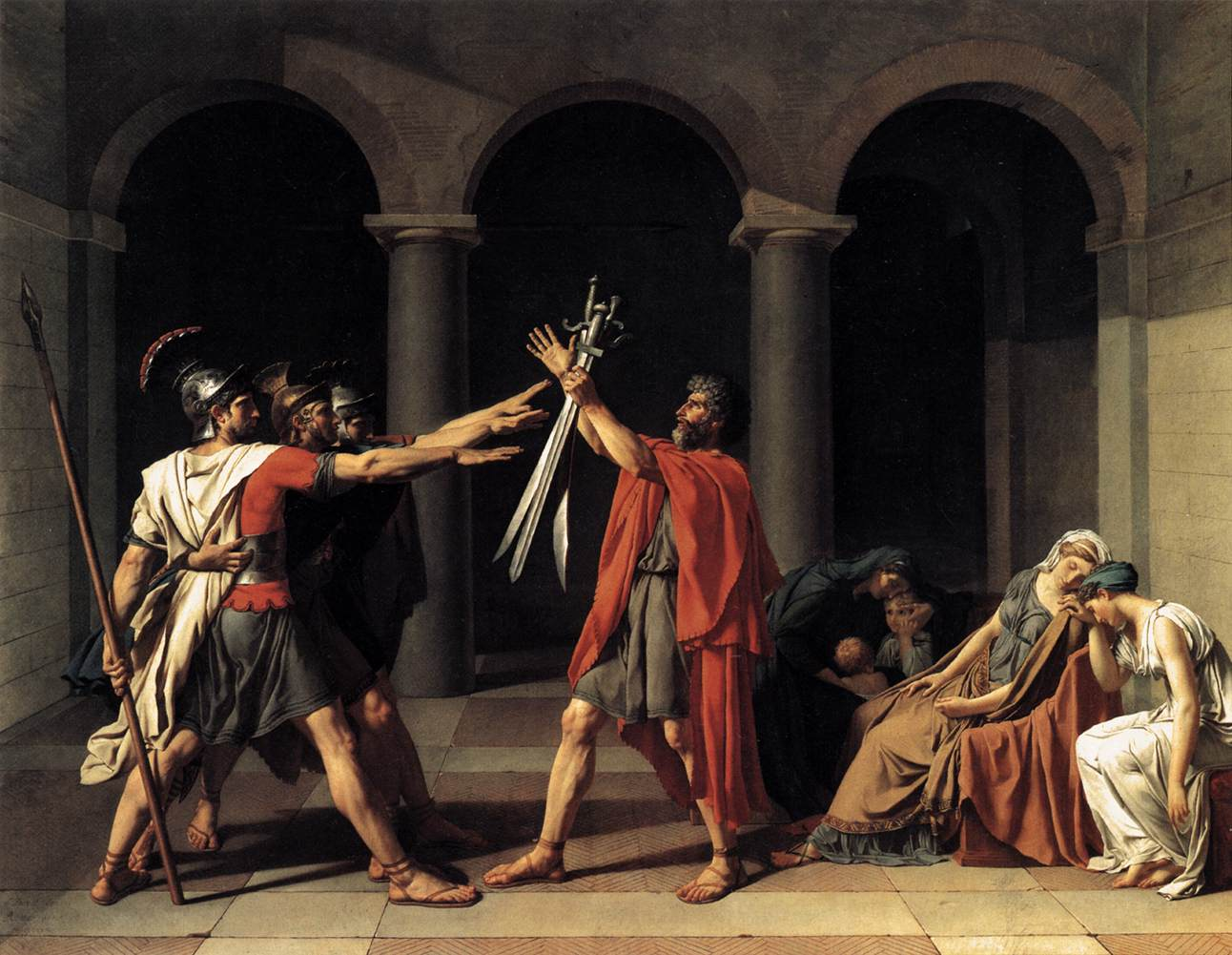
Der Schwur der Horatier von Jacques-Louis David (1784)

Unter König Tullus Hostilius sollen horatische Drillinge um 660 v. Chr. für Rom und gleichzeitig Drillinge der Curiatier für Alba Longa um die Vorherrschaft ihrer Städte gekämpft haben. Man wollte dabei aus Angst vor dem benachbarten Volk der Etrusker nicht die Heere aufeinander loslassen. Nach dem Tod seiner beiden Brüder brachte der jüngste der Horatier die Entscheidung für Rom durch eine List. Er tötete danach seine Schwester, die mit einem Curiatier verlobt war, weil sie um diesen trauerte. Dennoch wurde er von der Volksversammlung freigesprochen, da er Tapferkeit im Kampf gezeigt hatte, vor Gericht standhaft geblieben war und dem Vater nicht auch noch der letzte Nachkomme genommen werden sollte. Dieser Prozess wurde legendär im römischen Recht, und auch Cicero berief sich 600 Jahre später noch darauf (Pro Milone 3, 7). Das Tigillum Sororium („Schwesterbalken“) in Rom erinnerte bis ins 4. Jahrhundert n. Chr. an die Ereignisse.
Bekannte Horatier sind:
- Horatius Cocles, Volksheld gegen Ende des 6. Jahrhunderts v. Chr.
- Marcus Horatius Pulvillus, römischer Konsul 507 v. Chr.
- Gaius Horatius Pulvillus, Konsul 477 und 457 v. Chr.
- Marcus Horatius Barbatus, römischer Konsul 449 v. Chr.
- Lucius Horatius Barbatus, Militärtribun 425 v. Chr.
- Lucius Horatius Pulvillus, Militärtribun 386 v. Chr.
- Marcus Horatius Pulvillus (Militärtribun), Militärtribun 378 v. Chr.

## Rezeption in der Kunst
Bedeutende Werke:

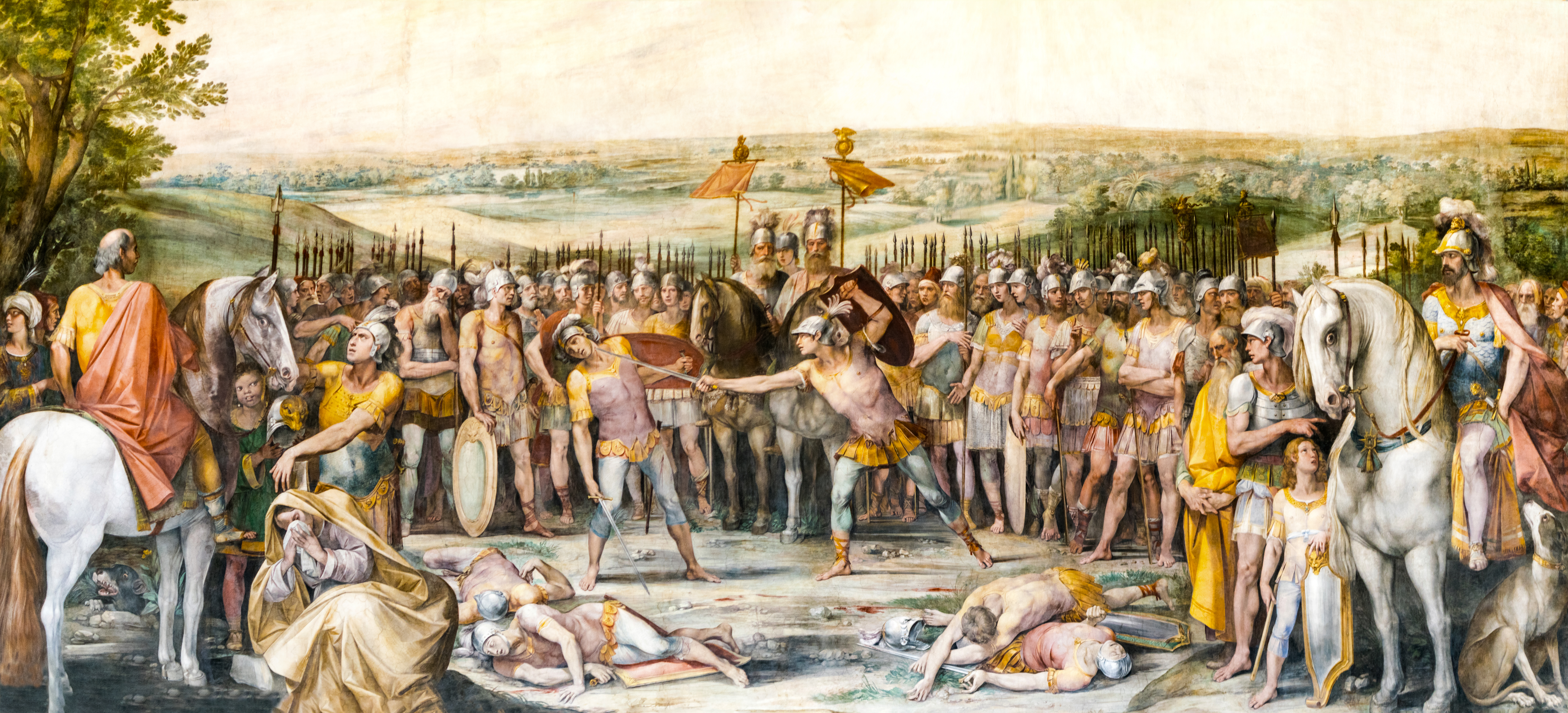
Ausgetragener Entscheidungskampf zwischen den gentes der Hoartier und der Curiatier um die Vorherrschaft der Städte Rom und Alba Longa Giuseppe Cesari (1612 bis 1613)

Georg Gotthart brachte die Histori vom Kampff zwüschen den Roemeren vnd denen von Alba 1584 in Solothurn als Bürgerspiel zur Aufführung.
Giuseppe Cesari schuf 1612–1613 in Rom das Fresko Der Kampf zwischen den Horatier und den Curiatier (siehe Abbildung).
Pierre Corneille dramatisierte 1640 den Stoff in Horace, den Antonio Salieri in der 1786 uraufgeführten Oper Les Horaces verarbeitete.
Jacques-Louis David schuf 1784 das bekannte Gemälde Der Schwur der Horatier (siehe Abbildung).
Heiner Müller griff das Thema in seiner Dramatisierung Der Horatier 1968 als moralisches Dilemma auf. Soll der Horatier als Held verehrt oder als Mörder getötet werden? Man entscheide sich letztlich für beides in Folge – der Horatier wird zuerst geehrt, dann getötet. Entscheidend jedoch sei die Frage, wie seiner gedacht werden soll. Es werde entschieden, stets sein Verdienst und seine Schuld zugleich zu benennen, „nicht fürchtend die unreine Wahrheit […], nicht verbergend den Rest“. Hiermit beschreibt Müller eine andere Lösung, nämlich eine, die „kenntlich machend die Dinge“ die Widersprüchlichkeit menschlichen Handelns beschreibt.